# Metre cúbic
El metre cúbic (símbol m³) és la unitat derivada del Sistema Internacional per al volum. És el volum d'un cub amb els costats d'un metre de longitud.
Un metre cúbic equival a 1.000 litres, 1.000 decímetres cúbics, 1.000.000 centímetres cúbics o 35,3 peus cúbics (aproximadament). Un metre cúbic d'aigua pura a una temperatura de 3,98 °C i a una pressió d'una atmosfera, té una massa de 999,972 kg (gairebé una tona). Un quilòmetre cúbic (km³) és el volum d'un cub d'un quilòmetre de costat.